# Vale tudo
Il vale tudo (o valetudo) è uno sport da combattimento a mani nude e a contatto pieno, diffusosi in Brasile nella prima metà del XX secolo, ed usato in tornei ad interstile dalla regolamentazione minima. In alcuni casi viene considerato uno sport da combattimento vero e proprio e da esso è disceso l'odierno sport delle arti marziali miste. Esso riprende il concetto di lotta totale del pancrazio e ne è la disciplina odierna più vicina per libertà di combattimento e spirito.
Avendo un regolamento decisamente permissivo (il nome "vale tudo", in portoghese, significa appunto "vale tutto"), questo formato consente il confronto di atleti che adottano tecniche di combattimento derivanti dalle più diverse discipline marziali: sono consentite infatti sia tecniche di lotta corpo a corpo (comprendenti tutti i tipi chiavi articolari e di strangolamenti) sia tecniche di colpo (effettuate con qualsiasi parte del corpo verso qualsiasi parte del corpo dell'avversario, con l'eccezione degli occhi e a volte dell'inguine) e le uniche azioni proibite erano, per comune accordo dei partecipanti, morsi o graffi. Nei tornei di vale tudo non erano obbligatorie le protezioni, anche se erano raccomandati paradenti e spesso conchiglia. Col tempo si diffusero anche guantini a dita libere con imbottitura minima anti-graffio, a discrezione dei partecipanti.
A causa del suo regolamento estremamente ridotto, il vale tudo offre spesso spettacoli molto cruenti dove gli atleti possono ferirsi a volte anche in modo grave. Anche per questo in molti paesi, esso è bandito e vengono consentite solo discipline analoghe per la libertà di tecniche utilizzabili ma più limitate dal punto di vista regolamentare (come il free fight, la shoot boxe ecc.) introducendo l'obbligo di protezioni minime (guantini, paradenti, conchiglia) e il divieto di alcuni colpi estremi (es. prese ai genitali, colpi sulla spina dorsale ecc.).
Nonostante questo negli ultimi anni sta riscuotendo un ampio successo a livello mondiale e molti di questi bandi stanno gradualmente venendo rimossi. In Italia questo sport è praticato da un numero ristretto di atleti in rapida crescita numerica. La prima competizione italiana è stata New Generation Tournament che ancora oggi ospita atleti italiani e internazionali con cadenza semestrale o annuale ora affiancata da altri eventi simili che presentano un numero sempre più alto di match di questa disciplina come Kombatfestival, La resa dei conti, Mix Fighting Fever, Slam Tournament ed altri.

## Storia
L'origine degli incontri vale tudo risale nelle fiere e nei circhi brasiliani degli anni '20, in maniera analoga ai vari tipi di wrestling diffusisi in Europa durante l'Ottocento. Erano spettacoli in cui si mettevano a confronto arti marziali e sport da combattimento diversi per intrattenimento.
Esempi di questi incontri sono descritti in un articolo del Japanese-American Courier del 4 ottobre 1928:
In questi anni, ottennero grande fama nell'ambiente Hélio Gracie e Carlos Gracie, fondatori di una scuola di jiu jitsu (che sarebbe poi stata chiamata Brazilian Jiu-Jitsu) i cui allievi ottennero spesso vittorie in questi incontri. Gli stessi Gracie spesso sfidavano avversari per dimostrare l'efficacia del loro metodo, tanto che divennero famose le sfide di vale tudo dei Gracie (e le rivalità con altre scuole come quella della luta livre).
Il termine "vale tudo" comunque non divenne popolare prima degli anni 1959-1960, quando vennero trasmessi a livello nazionale degli scontri stile-vs-stile promossi da uno show televisivo di Rio de Janeiro chiamato Heróis do Ringue ("eroi del ring"). Fra gli organizzatori e gli ospiti dello show vi erano proprio i membri della famiglia Gracie, mentre i partecipanti erano legittimi praticanti delle loro discipline.
Una notte durante lo show, João Alberto Barreto (in seguito nell'UFC 1) stava lottando con un avversario allenatosi nella lute livre. Barreto riuscì ad afferrare il suo avversario per effettuare una leva al braccio, ma questi si rifiutò di arrendersi alla sottomissione. Barreto di conseguenza gli ruppe il braccio. Per questo lo spettacolo venne cancellato e al suo posto venne trasmesso un evento di pro wrestling chiamato Telecatch.
Dagli anni '60 in poi, il vale tudo sarebbe rimasto principalmente una sottocultura underground, con la maggior parte dei combattimenti tenuti in dojo di arti marziali o piccole palestre. Questa sottocultura era principalmente situata a Rio de Janeiro, ma molti incontri si tennero anche nelle regioni settentrionali e meridionali del Brasile e nello stato di Bahia, dove invece è più popolare la capoeira.
La rivalità fra la scuola del Gracie jiu jitsu e quella della luta livre fu il centro dell'attenzione a Rio de Janeiro, mentre nelle altre regioni gli incontri erano più eterogenei con diverse arti marziali.

## Vale tudonel mondo
Il concetto del vale tudo, ovvero dei combattimenti senza regole, è stato esportato dal Brasile ben presto anche nel resto del mondo. Giappone e alcuni stati statunitensi hanno proposto attorno agli anni novanta la loro personale versione della disciplina. Il campionato più importante e famoso al mondo fu creato nel 1993 da Royce Gracie, emigrato in America dove prima aprì scuole di Jiu jitsu brasiliano e poi organizzò il primo Ultimate Fighting Championship (UFC), torneo interstile che seguiva il regolamento minimale del vale tudo. In Giappone, invece, sempre sotto il regolamento vale tudo, nacque il Pride Fighting Championship. Nelle prime edizioni di questi tornei, ad imporsi furono proprio gli esponenti della famiglia Gracie.
Questi tornei, assieme ad altri sorti successivamente, vennero poi collettivamente definiti come una disciplina sportiva da combattimento nota come arti marziali miste o MMA. Per questo motivo spesso MMA e vale tudo sono utilizzati come sinonimi, questa dicitura in realtà è impropria: vale tudo infatti si riferisce specificatamente al tipo di incontri che si disputavano in Brasile o tutt'al più al loro set minimale di regole e a qualsiasi match che lo utilizza. Le odierne MMA, invece, seppur emanatesi dai tornei di vale tudo, sono diventate ormai uno sport ufficiale organizzato da un combattimento a sé stante, sport che fra l'altro è andato incontro a regolamentazioni (introducendo norme, divieti e limiti) per preservare la salute degli atleti che ne rendono il tipo di incontri particolare e distinto da un reale vale tudo.
Uno dei più famosi tornei di vale tudo è quello dell'International Vale Tudo Championships (IVC). Il Rio Heroes, a San Paolo, continua ad ottenere un discreto consenso di pubblico in Brasile.
Molti tornei di vale tudo nel mondo sono però tornei clandestini, ad alto livello di violenza, diffusi principalmente in streaming attraverso internet, quando non vengono localizzati e chiusi dalle forze dell'ordine.